# Echiodon pukaki
Echiodon pukaki är en fiskart som beskrevs av Markle och Olney, 1990. Echiodon pukaki ingår i släktet Echiodon och familjen nålfiskar. Inga underarter finns listade i Catalogue of Life.